# 豊島泰明
豊島 泰明（としま やすあき）は、室町時代後期の武将。父は豊島経祐。兄に豊島泰経。通称は平右衛門尉。太田道灌との江古田原・沼袋の戦いで討ち死にした。
諱の「泰明」は江戸時代に書かれた系図類に出ているもので、『鎌倉大草紙』や『太田道灌状』といった根本史料には「豊島平右衛門尉」と通称のみとなっており、江戸時代の系図類の信頼性の低さから、近年の研究者は諱の「泰明」は用いないようになっているが、本項では便宜上、広く知られた「泰明」を用いる。

## 生涯
文明8年（1476年）、長尾景春は主君である関東管領・上杉顕定に対して反乱を起こした。豊島氏当主で兄・泰経はこれに呼応して石神井城（東京都練馬区）で挙兵、泰明も練馬城（東京都練馬区）で挙兵した（長尾景春の乱）。
泰経・泰明兄弟の挙兵によって、江戸城（東京都千代田区）にあった扇谷上杉家家宰・太田道灌は孤立する危機に陥った。文明9年（1477年）4月13日、道灌は兵を動かし、泰明の練馬城に攻め寄せて城下に火を放ち、引き上げた。泰経は練馬城救援のために石神井城から出撃し、泰明も城を出て道灌を追った。道灌は上杉朝昌・千葉自胤らと共にこれを迎え撃ち、両軍は江古田・沼袋原（東京都中野区）で激戦となった（江古田・沼袋原の戦い）。
『太田道灌雄飛録』（木村忠貞著、天保12年（1841年））よれば、平右衛門（泰明）は洗革の鎧に白星の冑を着て、三尺の陣刀を真っ向に振りかざし、当たるを幸いと道灌・自胤の武者たちをなぎ払い、17人を討ち取る奮戦を見せる。自胤の兵たちは怯えて盾をかざして引き下がろうとした。これを見た自胤は大いに怒り、自ら平右衛門を討たんと馬を出すが、郎党の円城寺藤三直純が進み出て強弓を引き絞り、矢を放つ。狙い誤らず、矢は平右衛門の胸板に突き刺さり、どぅと馬から転げ落ちる。そこを直純の中間が駆け寄り首を掻き切った。
江戸時代後期の軍記物なので記述の信憑性は薄い。
合戦は豊島勢の大敗に終わり、数十名（『鎌倉大草紙』では150騎）が討ち取られ、泰明も討ち死にした。
その後、道灌は泰経の居城石神井城を取り囲んで28日（一説に21日）に外城を落とした。泰経は夜陰にまぎれて脱出する。翌文明10年（1478年）正月、泰経は平塚城で再挙するが道灌が再び攻撃に向かったため、城を捨てまたもや足立方面に逃亡、以後は行方知れずとなった（以前は「川崎の丸子城からさらに小机城（神奈川県横浜市）に逃げ込んだ」とされていたが、現在この説は完全に否定されている）。これにより、平安時代以来の名族豊島氏は滅びた。
江戸時代の旗本宮城氏は泰明の子孫を称しており、系図では泰明は泰経の養子となり生き残って忍城成田長泰（1495年-1574年）の元へ逃れ、その後に後北条氏に仕えたとあるが、年代的に明らかな無理があり信憑性は疑問である。